# Figlio mio, infinitamente caro...
Figlio mio infinitamente caro... és una pel·lícula dramàtica italiana del 1985 dirigida per Valentino Orsini. Va suposar el debut de l'actor italià Sergio Rubini.

## Argument
Un advocat respectable descobreix que el seu fill, d'uns vint anys, és un addicte a l'heroïna. Farà qualsevol cosa per ajudar el seu fill únic, encara que això signifiqui compartir el seu infern personal.

## Repartiment
- Ben Gazzara - Avv. Antonio Morelli
- Sergio Rubini - Marco Morelli
- Valeria Golino - Francesca
- Mariangela Melato - Stefania

## Premis i reconeixements
Globi d'oro - 1986
Millor actriu revelació a Valeria Golino
Ciak d'oro - Ciak d'oro 1986
Candidatura a millor actriu de repartiment a Valeria Golino